# Francisco Laguna Correa
Pour les articles homonymes, voir Laguna et Correa (homonymie).
 (juin 2021).
La mise en forme du texte ne suit pas les recommandations de Wikipédia : il faut le « wikifier ».
Les points d'amélioration suivants sont les cas les plus fréquents :
- Les titres sont pré-formatés par le logiciel. Ils ne sont ni en capitales, ni en gras.
- Le texte ne doit pas être écrit en capitales (les noms de famille non plus), ni en gras, ni en italique, ni en « petit »…
- Le gras n'est utilisé que pour surligner le titre de l'article dans l'introduction, une seule fois.
- L'italique est rarement utilisé : mots en langue étrangère, titres d'œuvres, noms de bateaux, etc.
- Les citations ne sont pas en italique mais en corps de texte normal. Elles sont entourées par des guillemets français : « et ».
- Les listes à puces sont à éviter, des paragraphes rédigés étant largement préférés. Les tableaux sont à réserver à la présentation de données structurées (résultats, etc.).
- Les appels de note de bas de page (petits chiffres en exposant, introduits par l'outil «  Source ») sont à placer entre la fin de phrase et le point final[comme ça].
- Les liens internes (vers d'autres articles de Wikipédia) sont à choisir avec parcimonie. Créez des liens vers des articles approfondissant le sujet. Les termes génériques sans rapport avec le sujet sont à éviter, ainsi que les répétitions de liens vers un même terme.
- Les liens externes sont à placer uniquement dans une section « Liens externes », à la fin de l'article. Ces liens sont à choisir avec parcimonie suivant les règles définies. Si un lien sert de source à l'article, son insertion dans le texte est à faire par les notes de bas de page.
- La présentation des références doit suivre les conventions bibliographiques. Il est recommandé d'utiliser les modèles {{Ouvrage}}, {{Chapitre}}, {{Article}}, {{Lien web}} et/ou {{Bibliographie}}. Le mode d'édition visuel peut mettre en forme automatiquement les références.
- Insérer une infobox (cadre d'informations à droite) n'est pas obligatoire pour parachever la mise en page.

Pour une aide détaillée, merci de consulter Aide:Wikification.
Si vous pensez que ces points ont été résolus, vous pouvez retirer ce bandeau et améliorer la mise en forme d'un autre article.
Œuvres principales
- Wild North, * Fins heureuses, * Requiem pour les malheureux

Franco Alessandro Laguna Correa (également connu sous le nom de Franco Laguna Correa), né le  20 septembre 1986 à Buenos Aires, est un écrivain, musicien/compositeur, chercheur et ex-professeur d'université argentin,,.
Il a reçu en 2012 le prix littéraire de l'Académie royale espagnole à New York,. En 2013, il a reçu le prix international de poésie de l'Université autonome d'Aguascalientes pour son livre Crush Me (un roman cassé). En 2016, Laguna Correa a été l'un des récipiendaires du prix Fuerza, une reconnaissance sociale pour son activisme intellectuel dans la région de Pittsburgh accordée par The City of Pittsburgh, le collectif Café con Leche et The Latin American Cultural Union (LACU). Le Chicago Review of Books a recommandé son livre Crush Me (un roman cassé) pour le mois national de la poésie 2017. Son roman Wild North a été inclus dans la liste des meilleures fictions mexicaines de 2017 sélectionnées par l'auteur Antonio Ortuño et publiées dans le quotidien El Informador. Il a été invité à présenter des exposés sur ses recherches dans diverses institutions, notamment l'université Emory, l'université de Californie, Texas State University et l'université Duke.

## Biographie

### Éducation et enseignement
Il est diplômé de l'Escuela Nacional Preparatoria en 2001 après avoir été contraint d'interrompre ses études en raison de la grève de l'UNAM en 1999. Il a commencé ses études universitaires à l'École de philosophie et de lettres et à l'École des sciences politiques et sociales de l'université nationale autonome du Mexique, souvent citée comme l'université la plus prestigieuse du monde hispanophone. Il a terminé ses études de premier cycle à l'université d'État de Portland, où il a obtenu un double bachelor diplômes en études libérales et littérature. En outre, il est titulaire d'une maîtrise en beaux-arts en Écriture Créative de l'université de Pittsburgh; et de deux masters, l'un en Social Anthropologie et l'autre en philosophie hispanique, tous deux de l'université autonome de Madrid. Il a reçu en 2014 le K. Leroy Irvis Fellowship à l'université de Pittsburgh et, en 2016, il a obtenu un doctorat (PhD) en études culturelles et littéraires de l'université de Caroline du Nord à Chapel Hill.

## Musique
- Ultra/sonic (Ai quattri stagioni)[9]
- Requiem for an odyssey[9]
- All i want for christmas is you[9]
- All the luminous aether is al/ready in us[9]

## Prix
- 2012 : prix littéraire national de l'Académie nord-américaine de la langue espagnole (New York)
- 2013 : prix international de poésie du de l'université autonome d'Aguascalientes (Mexique)
- 2016 : prix Fuerza (Pittsburgh)
- 2018 : Latino de l'année de la triade (Caroline du Nord)

## Œuvres
- Francisco Laguna Correa, The Invisible Militia, Chicago, Radical Narratives, 2020.
- Francisco Laguna Correa, Pedagogy (for all): Reading Lessons, Lagos, Nigeria, Thinking Books, 2020.
- Francisco Laguna Correa, Stament, vol. 1, Chicago, Radical Narratives, 2020.
- Francisco Laguna Correa, The Book Where You Surrender, Chicago, Radical Narratives, 2020.
- Francisco Laguna Correa, Aphorism(s), Chicago, Radical Narratives, 2020.
- Francisco Laguna Correa, Federratas (finales felices), 2020.
- Francisco Laguna Correa, Essays on Pop Culture, Sonic Modernity, The Anthropocene, and Artificial Intelligence, Manchester, 2020.
- Francisco Laguna Correa, Requiem for The Unhappy, 2020.
- Francisco Laguna Correa, Acedia, 2020.
- Francisco Laguna Correa, Poesía Temprana (2005-2012), 2020.
- Francisco Laguna Correa, Portable Museum: Lighter Than Air (a memoir), 2020.
- Francisco Laguna Correa, Historia de un hombre devastado por el siglo XX, 2020.
- Francisco Laguna Correa, La vida después del presente: La irrupción de la Inteligencia Artificial en la vida cotidiana, 2020.
- Francisco Laguna Correa, Broken Novel, 2020.
- Francisco Laguna Correa, Distorsiones y encubrimientos: Crítica al campo intelectual en México, 2020.
- Francisco Laguna Correa, Fuera de México (Ensayos), 2020.
- Francisco Laguna Correa, El intelectual en su tiempo: Un acercamiento cognitivo al pensamiento político, histórico e intelectual de Lucas Alamán, 2020.
- Francisco Laguna Correa, Esclavitud en Tabasco durante el Porfiriato, 2020.
- Francisco Laguna Correa, Memoria de una alarma contra incendios, 2020.
- Francisco Laguna Correa, Utopía poética, impotencia amorosa e imaginación temporal en María Luisa Bombal, Pablo Neruda y Mario Benedetti, 2020.
- Francisco Laguna Correa, Ortodoxa (contra-manual), 2018.
- Francisco Laguna Correa, Crush Me (a broken novel), 2017 (présentation en ligne).
- Francisco Laguna Correa, Wild North, 2016.
- Francisco Laguna Correa, Resquebrajadura (deforme y mutilado, este relato...), Caroline du Nord, Editorial Paroxismo, 2014.
- Francisco Laguna Correa, Finales felices, New York, North American Academy of the Spanish Language, 2012.
- Francisco Laguna Correa, Crítica literaria y otros cuentos, Caroline du Nord/Mexico, Editorial Paroxismo, 2011.